# Liam Finn
Liam Mullane Finn (nascut el 24 de setembre de 1983, a Melbourne, Austràlia) és un cantant, compositor i músic de Nova Zelanda. És el líder de la banda Betchadupa i fill de Neil Finn, líder de la desapareguda banda Crowded House.

## 7 worlds collide
L'any 2001, Neil Finn va publicar un àlbum/DVD en concert ("7 worlds collide") amb cançons enregistrades al St. James Theater d'Auckland (Nova Zelanda) amb col·laboracions com Lisa Germano, Sebastian Steinberg (Soul Coughing), Ed O'Brien and Phil Selway (Radiohead), Johnny Marr (The Smiths), Eddie Vedder (Pearl Jam), Paul Jeffrey, Tim Finn, i Betchadupa (la banda del seu fill Liam Finn). També en el mateix any, Neil es va involucrar intensament en la creació de la banda sonora de la pel·lícula "Rain".

## Família
- Neil Finn (Crowded House
- Tim Finn (Split Enz, Crowded House)

## Discografia de Liam Finn en solitari

### Àlbums
- I'll Be Lightning (2007)
- Live (in Spaceland) - February 22nd, 2008, Spaceland Recordings